# 주한 일본 대사
주한 일본 대사(Chief of Mission Ambassador in Korea)는 대한민국 주재 일본 대사관의 수장이다.

## 역대 대사
| 대수 | 대사 | 대사              | 일본어 이름 | 부임 날짜        | 임기            | 비고                                    |
| ---- | ---- | ----------------- | ----------- | ---------------- | --------------- | --------------------------------------- |
|      |      | 마에다 도시카즈   | 前田利一    | 1965년 12월 18일 | 1965년 ~ 1966년 | 임시대리대사, 한국어 구사               |
| 1    |      | 기무라 시로시치   | 木村四郎七  | 1966년 3월 9일   | 1966년 ~ 1968년 |                                         |
| 2    |      | 가나야마 마사히데 | 金山政英    | 1968년 7월 15일  | 1968년 ~ 1972년 |                                         |
| 3    |      | 우시로쿠 도라오   | 後宮虎郞    | 1972년 2월 28일  | 1972년 ~ 1975년 |                                         |
| 4    |      | 니시야마 아키라   | 西山昭      | 1975년 3월 10일  | 1975년 ~ 1977년 |                                         |
| 5    |      | 스노베 료조       | 須之部量三  | 1977년 7월 14일  | 1977년 ~ 1981년 | 주인도네시아 대사                       |
| 6    |      | 마에다 도시카즈   | 前田利一    | 1981년 5월 9일   | 1981년 ~ 1984년 | 한국어 구사                             |
| 7    |      | 미카나기 기요히사 | 御巫淸尚    | 1984년 12월 14일 | 1984년 ~ 1987년 |                                         |
| 8    |      | 야나이 신이치     | 梁井新一    | 1987년 4월 4일   | 1987년 ~ 1990년 |                                         |
| 9    |      | 야나기 겐이치     | 柳健一      | 1990년 4월 9일   | 1990년 ~ 1992년 |                                         |
| 10   |      | 고토 도시오       | 後藤利雄    | 1992년 9월 1일   | 1992년 ~ 1994년 |                                         |
| 11   |      | 야마시타 신타로   | 山下新太郞  | 1994년 8월 17일  | 1994년 ~ 1997년 |                                         |
| 12   |      | 오구라 가즈오     | 小倉和夫    | 1997년 10월 20일 | 1997년 ~ 1999년 | 외무심의관                              |
| 13   |      | 데라다 데루스케   | 寺田輝介    | 2000년 2월 24일  | 2000년 ~ 2003년 |                                         |
| 14   |      | 다카노 도시유키   | 高野紀元    | 2003년 1월 24일  | 2003년 ~ 2005년 |                                         |
| 15   |      | 오시마 쇼타로     | 大島正太郎  | 2005년 8월 5일   | 2005년 ~ 2007년 | 주제네바 국제기관 일본 정부 대표부 대사 |
| 16   |      | 시게이에 도시노리 | 重家俊範    | 2007년 9월 14일  | 2007년 ~ 2010년 | 주남아프리카 공화국 대사                |
| 17   |      | 무토 마사토시     | 武藤正敏    | 2010년 8월 5일   | 2010년 ~ 2012년 | 주쿠웨이트 대사, 한국어 구사            |
| 18   |      | 벳쇼 고로         | 別所浩郎    | 2012년 10월 30일 | 2012년 ~ 2016년 | 외무심의관                              |
| 19   |      | 나가미네 야스마사 | 長嶺安政    | 2016년 8월 25일  | 2016년 ~ 2019년 | 주네덜란드 대사, 외무심의관             |
| 20   |      | 도미타 고지       | 冨田浩司    | 2019년 12월 3일  | 2019년 ~ 2021년 | 주이스라엘 대사, 주미 일본 대사         |
| 21   |      | 아이보시 고이치   | 相星孝一    | 2021년 2월 12일  | 2021년 ~ 2024년 | 주이스라엘 대사                         |
| 22   |      | 미즈시마 고이치   | 水嶋光一    | 2024년 5월 17일  | 2024년 ~ 현재   | 주이스라엘 대사                         |

## 같이 보기
- 주한 일본 대사관
- 한일 관계
- 카네야마 마사히데